# Cal Soleret
Cal Soleret és una obra de Calafell (Baix Penedès) protegida com a bé cultural d'interès local.

## Descripció
Es tracta d'un edifici entre mitgeres amb un pati a la part posterior. Consta de planta baixa i dues plantes pis. La coberta és a dos vessants amb el carener paral·lel a la façana principal que està orientada a sud. S'accedeix a l'edifici per un arc de mig punt de pedra tallada. A la clau de l'arc hi ha la data 1587, que no és originària de l'immoble. A cadascuna de les plantes altes hi ha una finestra de forma rectangular, les quals són situades, una damunt de l'altra, al costat dret de la façana. A la part superior hi ha un ràfec. La façana és arrebossada i pintada, a excepció del sòcol que és de color marró.
A l'interior hi ha una part d'un arc apuntat que comparteix amb la casa veïna. Una estança de la casa és a l'interior de la finca veïna del costat esquerre. A la planta baixa hi ha un cup i una sitja.
El sistema constructiu és de tipus tradicional amb murs de càrrega i sostres unidireccionals de bigues de fusta. La coberta és de teula àrab. La volta de l'escala és de ceràmica. Els murs són de maçoneria unida amb morter de calç. El portal és fet de pedra tallada d'origen local.

## Història
La data va ser gravada a l'arc del portal l'any 1987 pels actuals propietaris de la casa i no correspon, exactament, a la data de construcció de l'immoble.La data de construcció de la casa es data a finals del S. XVI o principis del xvii, originalment només estava edificada la planta baixa, posteriorment es van aixecar els dos pisos actuals. En l'actual jardí hi havia una edificació de dues plantes, a la baixa es guardaven vaques i la superior servia de magatzem. A la part no edificada del jardí una sèrie de compartiments de maçoneria servia per guardar porcs.
Aquesta casa va ser una de les primeres del poble de Calafell a tenir llum elèctrica que va instal·lar l'avi de les actuals propietàries a principis del S. XX, encara es conserven alguns dels aïllants originals de porcellana que servien com a suport del cablejat.
Es conserva al subsòl de l'entrada un cup recobert de ceràmica i una sitja tallat en la pedra que servia per guardar gra.
Tota l'estructura és original i la inscripció amb l'any 1987 que hi ha a l'entrada correspon a la remodelació que es va realitzar aquest any.